# 志魯布里之亂

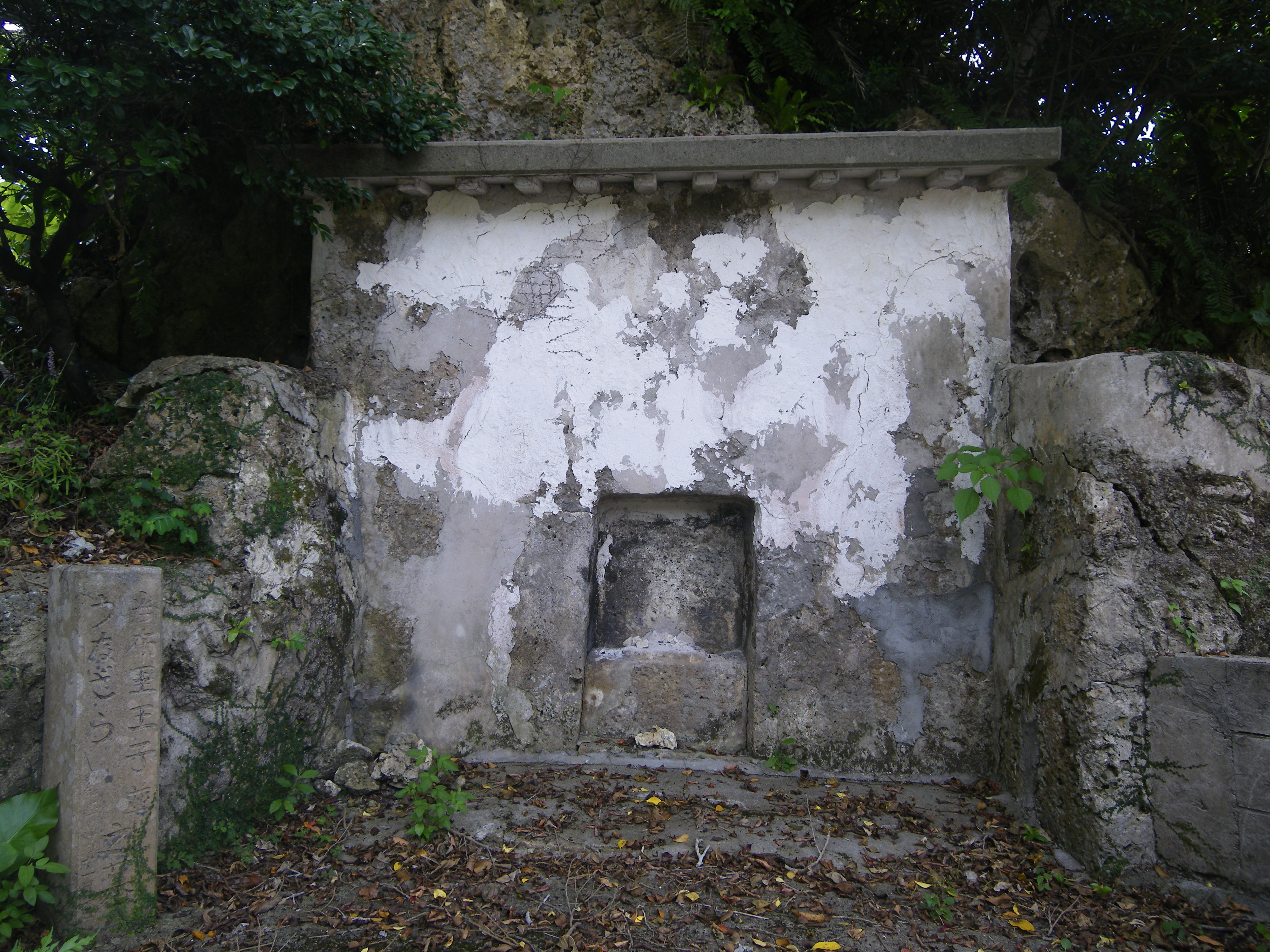
尚布里之墓

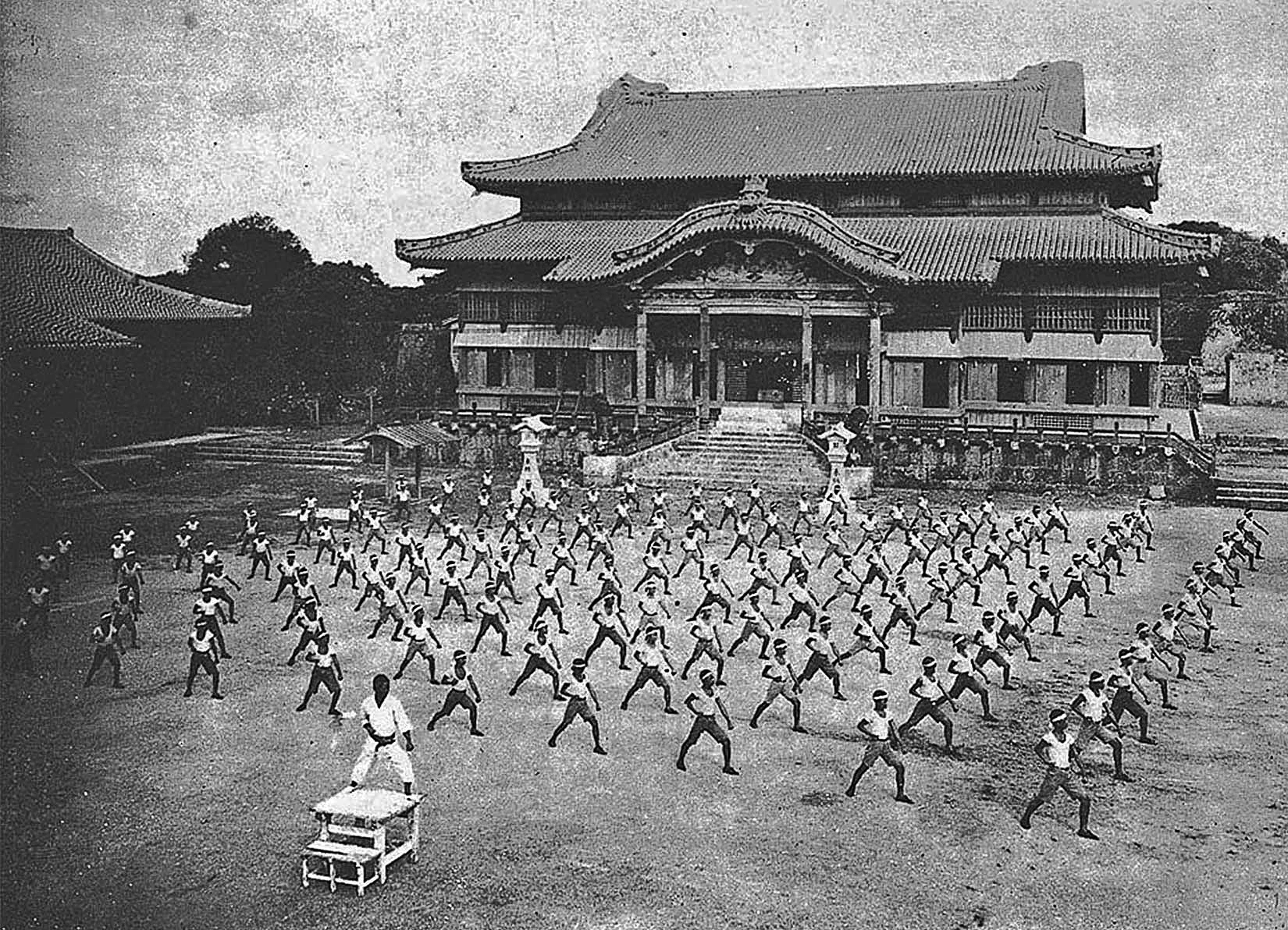
首里城，故琉球國王宮

1453年，琉球國第一尚氏王朝第五代國王尚金福死後，世子尚志魯和王弟尚布里为爭奪王位而开战，史称志魯布里之亂。戰亂中首里城遭到破坏，志魯、布里两败俱伤，最终由尚金福之弟尚泰久繼位。
景泰五年（1454年），尚泰久依照惯例，派使者至北京向大明朝貢，报告尚金福之死，请求册封和颁赐镀金银印章。泰久在奏文中提到，王弟布里和王子志魯为继承王位而争斗，双双死亡，并导致府库着火，原先颁赐的金银印章因而熔毁。此次朝觐被记录在《明实录》中。:35,37
琉球国官修史书《中山世鉴》和蔡铎本《中山世谱》中都没有提到志魯布里之亂。蔡温修订《世譜》時，才根据清人汪楫的《中山沿革志》，将志魯布里之亂增补入书中，并添加大量细节。
研究者注意到，志魯布里之亂的唯一信息来源是尚泰久呈给明朝的奏文，因而怀疑此事是泰久编造，真相可能是泰久发动宫廷政变杀死了王世子尚志魯、甚至尚金福王，也因此未能继承得到金印，只好谎称灭失。尚布里之墓位于南城市（原玉城村），当地资料称其死于天顺八年（1468年），终年58岁，并未如泰久所说的死于1453年的争斗。
蔡温本《中山世谱》称志魯布里之亂导致“滿城火起”。后世多据此认为首里城在争斗中完全焚毁。:972019年首里城火灾后，媒体多报道称这是首里城第五次焚毁，即指志魯布里之亂为第一次。但研究者指出，蔡温本《世谱》对志魯布里之亂的记载完全出自《明实录》，后者中只提到“焚燒府庫”而已，因而怀疑当时是否曾有过毁灭主要建筑的大火。